# Ėleonora Konstantinovna Sevenard

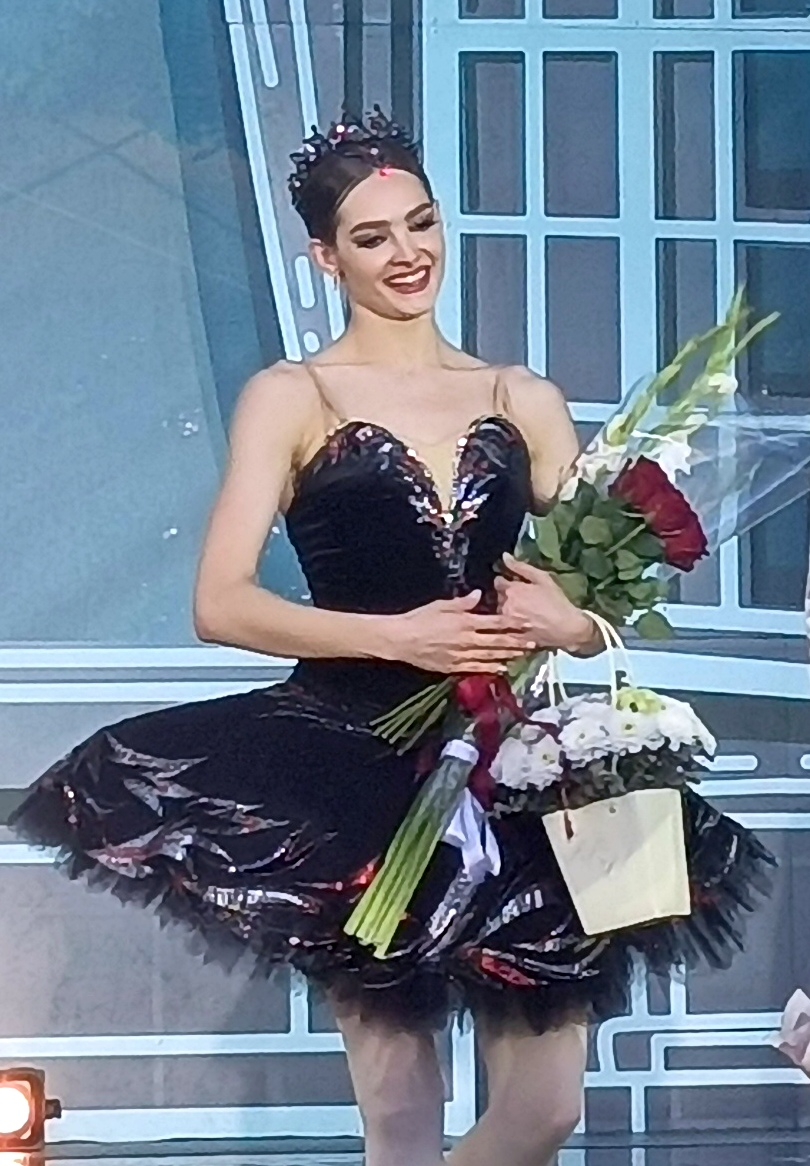

Ėleonora Konstantinovna Sevenard (in russo Элеонора Константиновна Севенард?; San Pietroburgo, 22 settembre 1998) è una danzatrice russa, prima ballerina del Balletto Bol'šoj.

## Biografia
Ėleonora Sevenard è nata a San Pietroburgo nel 1998, figlia di un deputato della Duma e pro-pronipote di Matil'da Feliksovna Kšesinskaja, la "ballerina dello zar". Si è formata all'Accademia di danza Vaganova e dopo il diploma, conseguito nel 2017, è stata scritturata dal Balletto Bol'šoj. Nel 2019 ha esordito alla Royal Opera House con il balleto Spartak durante una tournée del Bol'šoj. Ha scalato rapidamente i ranghi della compagnia, venendo promossa a prima solista nel 2021 e prima ballerina nel 2023.
Nel corso della sua carriera con la compagnia ha danzato alcuni dei maggiori ruoli femminili del repertorio, tra cui Maria ne Lo schiaccianoci (Grigorovič), Nikiya e Gamzatti ne La Bayadère (Petipa), Smeraldi e Rubini in Jewels (Balanchine), Swanilda in Coppélia, Kitri in Don Chisciotte,  Medora ne Le Corsaire, Aegina in Spartak, Myrtha e Giselle in Giselle e l'eponima protagonista in Raymonda.
Dal 2018 è legata sentimentalmente a Denis Aleksandrovič Rod'kin, suo collega primo ballerino al Bol'šoj.